# Agua ligada
En hidrología, el agua ligada es una capa extremadamente delgada de agua que rodea las superficies minerales. 
Las moléculas de agua tienen una fuerte polaridad eléctrica, lo que significa que hay una carga positiva muy fuerte en un lado de la molécula y una carga negativa fuerte en el otro. Esto hace que las moléculas de agua se unan entre sí y con otras superficies cargadas, como los minerales del suelo. La arcilla en particular tiene una alta capacidad de unirse con moléculas de agua. 
La fuerte atracción entre estas superficies hace que se forme una película de agua extremadamente delgada (algunas moléculas de espesor) en la superficie mineral. Estas moléculas de agua son mucho menos móviles que el resto del agua en el suelo y tienen efectos significativos sobre la permitividad dieléctrica del suelo y la congelación-descongelación.
En biología molecular y ciencias de los alimentos, el agua ligada se refiere a la cantidad de agua en los tejidos del cuerpo que están unidos a macromoléculas u orgánulos. En la ciencia de los alimentos, esta forma de agua prácticamente no está disponible para actividades microbiológicas, por lo que no causaría disminuciones de calidad ni aumentos de patógenos. 